# Susana Muhamad
Susana Muhamad, née le 4 novembre 1976 à Bogota, est une politologue, militante écologiste et femme politique colombienne. Elle est conseillère de Bogota entre 2020 et 2022, et ministre de l'Environnement et du Développement durable depuis le 7 août 2022.
Proche de Gustavo Petro, elle devient secrétaire générale et à l'Environnement de Bogota entre 2012 et 2014 lors de son mandat de maire. Elle est élue conseillère de la ville en 2019. En décembre 2021, elle devient vice-présidente de Colombia Humana. En octobre 2024, elle préside la conférence de Cali de 2024 sur la biodiversité, 16e conférence mondiale sur la biodiversité.

## Biographie

### Études et parcours professionnel
Susana Muhamad, née le 4 novembre 1976 à Bogota, est d'origine palestinienne par son père,. Son grand-père paternel a immigré en Colombie en 1925. Elle est diplômée en sciences politiques de l'université des Andes en 2002 et obtient une maîtrise en gestion et planification du développement durable à l'université de Stellenbosch en Afrique du Sud en 2007.
Elle a de l'expérience dans différents projets sur la responsabilité sociale des entreprises dans des pays comme la Colombie, l'Afrique du Sud et le Danemark.
Entre octobre 2004 et février 2009, elle est consultante en développement durable pour l'entreprise pétrolière Shell à La Haye aux Pays-Bas.

### Parcours politique

#### Secrétaire à l'Environnement de la mairie de Bogota
En 2011, elle rejoint le mouvement Colombia Humana et mène la campagne à la mairie de Bogota avec Gustavo Petro, étant conseillère sur les sujets environnementaux. Après son élection, elle est conseillère auprès du bureau du maire Gustavo Petro.
En juin 2012, elle est nommée secrétaire à l'environnement de Bogotá et en juin 2013, elle devient secrétaire générale du bureau du maire.
En juin 2014, elle a repris son poste de secrétaire à l'environnement après la nomination de l'ancienne procureure Martha Lucía Zamora au poste de secrétaire générale.
Lors de ses périodes en tant que secrétaire à l'Environnement, elle met en place le plan de changement climatique de la ville, avec l'introduction d'autobus hybrides, lancer un appel d'offres pour remplacer les autobus de l'époque par des autobus électriques, l'introduction de taxis électriques, ainsi que la protection des zones humides, la création du Fonds et de l'Institut de gestion des risques et des changements climatiques.

#### Militante écologiste, candidate au Sénat puis conseillère de Bogota
Elle est membre de Paz a la Calle, un groupe de dialogues citoyens créé après la victoire du Non au plébiscite sur la paix de 2016, elle est également porte-parole de l'Alianza Colombia Libre de Fracking, un conglomérat d'organisations environnementales et syndicales qui cherchent à arrêter l'exploration pétrolière dans le pays.
Lors des élections législatives de 2018, elle est candidate au Sénat avec Colombia Humana, et elle est soutenue par le Mouvement alternatif indigène et social avec la coalition de la Liste de la décence. Elle mène une campagne axée sur la justice climatique, et de l'accès, la gestion et l'entretien de l'eau et l'accès des paysans à la terre.

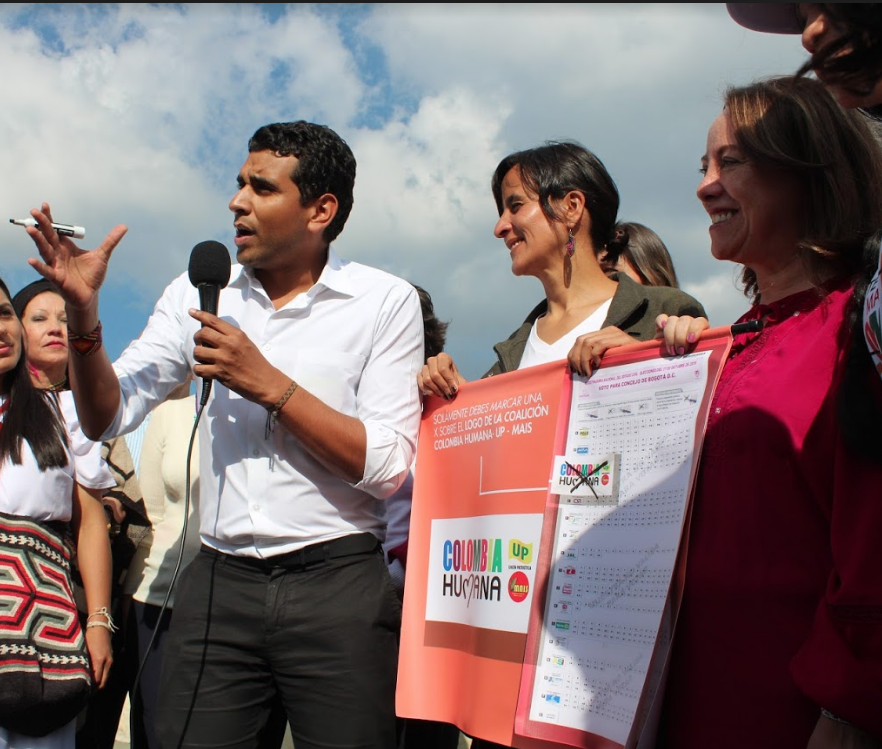
Susana Muhamad et David Racero lors de la campagne pour la mairie de Bogotá en octobre 2019.

Placée en 33e position, elle n'obtient que 9258 voix et n'est pas élue.
Elle est élue conseillère de Bogotá lors des élections régionales d'octobre 2019, se présentant avec Colombia Humana. Son mandat est marqué par ses critiques de la maire Claudia López, membre de l'Alliance verte, notamment elle lui reproche les violences policières lors des manifestations de 2019 et 2020 pour protester contre Iván Duque, contre la remise en cause du processus de paix entre le gouvernement colombien et les FARC-EP et contre l’ampleur des inégalités sociales.
Dans certains quartiers populaires de Bogotá, les forces de police ont passé à tabac des manifestants ainsi que des riverains et détruit les vitres de voitures et des commerces.
En juin 2022, une décision de justice du tribunal de Cundinamarca a déterminé que Muhamad perdrait son siège au conseil en raison d'une erreur administrative dans le décompte des voix, une décision dont elle a fait appel. Cependant, elle est restée en fonction en raison de la démission d'un autre conseiller.

#### Vice-présidente de Colombia Humana
En décembre 2021, après l'officialisation du mouvement Colombia Humana en tant que parti politique, l'Assemblée du parti élit sa direction nationale. Susana Muhamad est élue à la vice-présidence du parti, tandis que Gustavo Petro devient président.

#### Ministre de l'Environnement et du Développement durable
En juin 2022, elle est chargée par le président élu Gustavo Petro de mener la transition au sein du ministère de l'Environnement et du Développement durable. Le 5 juillet, Petro confirme sa nomination en tant que ministre.
Le 7 août 2022, elle est investie en tant que ministre de l'Environnement et du Développement durable. Lors de sa nomination, Susana Muhamad a promu l'interdiction, comme promis par Gustavo Petro lors de sa campagne présidentielle, de la fracturation hydraulique comme méthode d'extraction des hydrocarbures, qui est néfaste pour l'eau et l'équilibre des écosystèmes.
L'initiative est soutenue par la Chambre des représentants, mais fut modifiée par le Sénat, les partis du centre à la droite souhaitant interdire la fracturation hydraulique, mais ne pas créer un déséquilibre juridique et une rupture dans les rendements économiques, laissant une transition. En avril 2023, le projet est adopté par le Sénat dans cette dernière version, malgré les réticences de la ministre, mais permet selon le ministère d'interdire tout futur contrats avec cette méthode. La loi ainsi révisée doit encore être à nouveau adopté par la Chambre des représentants.
En mars 2023, la ministre a annoncée l'augmentation de l'objectif de reboisement de 187 500 hectares par an, pour un total de 750 000 hectares par an d'ici 2026. Cette augmentation est 6 fois supérieure à ce que le gouvernement d'Iván Duque avait comme objectif.
Comme ministre, elle instaure notamment une protection du Páramo de Santurbán, grand réservoir d’eau du nord du pays, contre le groupe minier canadien Red Eagle, contribue à faire adopter une loi protégeant les terres paysannes sont défendues et favorise une transition énergétique au détriment des énergies fossiles comme le gaz et le pétrole.
Elle préside la Cop16 sur la biodiversité qui se déroule en Colombie en octobre 2024. Elle entend y « placer les droits de l’homme au centre de ce changement ». Engagée de longue date pour l’émancipation des nations indigènes, elle souhaite également que sommet permette « de trouver un moyen pour que les richesses issues de la nature tropicale soient redistribuées ».